# 高雄市立大灣國民中學
高雄市立大灣國民中學（英語：Kaohsiung Municipal Dawan Junior High School），簡稱大灣國中，1999年成立，位於高雄市仁武區大灣里與赤山里交界，澄清湖及雙湖森林公園的北側。為原高雄縣校地面積最大的國民中學。

## 沿革
- 1999年8月1日正式創校，首任校長遴派鳳山市忠孝國中蔡森煌校長擔任。
- 第一期工程，1999年1月動工，2001年5月竣工，包含專科教室、辦公室及普通教室等合計45間，以及三百公尺PU跑道、3座籃球場、2座排球場、 1座網球場、環校步道、綠籬植栽。
- 第二期工程，26間教室、1間廚房。
- 第三期工程，興建體育館，已於2009年7月竣工啟用。

## 歷任校長
| 任別 | 姓名   | 任職時間                  | 備註       |
| ---- | ------ | ------------------------- | ---------- |
| 1    | 蔡森煌 | 1999年8月1日~未知         | 首任校長   |
| 2    | 李幸   |                           | 第二任校長 |
| 3    | 林嘉星 |                           | 第三任校長 |
| 4    | 楊雅心 |                           | 第四任校長 |
| 5    | 陳碧媛 | 2016年8月1日~2024年8月1日 | 第五任校長 |
| 6    | 王俊哲 | 2024年8月1日~             | 現任校長   |

## 周遭地標
- 澄清湖
- 雙湖森林公園
- 登發國民小學
- 八卦國民小學
- 高雄國際滑輪溜冰場

## 外部連結
http://school.kh.edu.tw/index.php?WebID=344（页面存档备份，存于）